# Bahnhof Gieboldehausen
Der Bahnhof Gieboldehausen war eine Betriebsstelle der Bahnstrecke Leinefelde–Wulften in der Samtgemeinde Gieboldehausen im niedersächsischen Landkreis Göttingen.

## Lage
Er lag in der Gemarkung des Flecken Gieboldehausen an der ehemaligen Bahnstrecke Leinefelde–Wulften am Streckenkilometer 31,7. Das Terrain des Bahnhofes befindet sich im Hahletal auf einer Höhe von ungefähr 150 m ü. NN. Die nächsten Bahnhöfe waren Rollshausen im Süden und Bilshausen im Nordwesten. Der Weg vom Dorf zum abseits gelegenen Bahnhof führte über die Bahnhofstraße, die sich heute mitten in einem Wohngebiet befindet.

## Geschichte
Der Bahnhof wurde 1889 mit der fertiggestellten Teilstrecke von Wulften nach Duderstadt eröffnet. Er diente dem Personenverkehr und dem Güterverkehr (landwirtschaftliche Produkte, wie Zuckerrüben, Getreide und Tabak sowie Brennstoffen und weitere Waren). Unweit des Bahnhofes wurde eine Bahnhofsgaststätte, der Gasthof zum Bahnhof, erbaut. Kurz vor Ende des Zweiten Weltkrieges gab es einen Fliegerangriff am Bahnhof, bei der eine Person starb. 1945 wurde die Bahnstrecke an der Zonengrenze zwischen Duderstadt und Teistungen unterbrochen. Der niedersächsische Teil des Bahnstrecke bekam später eine von Wulften ausgehende Kilometrierung, der Bahnhof Gieboldehausen lag jetzt am Kilometer 8,16.
Im Jahr 1958 fuhr noch eine durchgehende Personen-/Eilzugverbindung zwischen Duderstadt–Gieboldehausen–Wulften und Hannover.
Wegen zurückgehender Auslastung der Personenzüge wurde 1974 der Personenverkehr eingestellt. 1984 wurde der Güterverkehr eingestellt. 1989 befuhr nochmals ein Jubiläumsdampfzug die Strecke mit dem Bahnhof in Gieboldehausen und bis 1994 wurde die Reststrecke noch für Rangierfahrten genutzt. Bemühungen für einen Lückenschluss beider Streckenteile nach der Wiedervereinigung 1990 führten aber nicht zum Erfolg und das Ende der Bahnstrecke war absehbar. Im Jahr 2002 wurde der hiesige Streckenabschnitt bis auf wenige Schienenreste zurückgebaut. Heute führt im Bahnhofsbereich ein neugebauter Radweg entlang, an einer Lagerhalle erinnert ein Wandbild und ein aufgestelltes Eisenbahnhauptsignal an den ehemaligen Bahnhof.

## Ausstattung
Zum Bahnhof gehörten zwei Durchgangsgleise und ein Ladegleis mit angrenzender Rampe und Ladestraße. Am Bahnhof wurde ein Empfangsgebäude mit Dienstraum, Warteraum, Schalterhalle und einem Stellwerk errichtet. Das Stellwerk (Bauform Jüdel) wurde 1909 in Betrieb genommen, wann es außer Dienst gestellt wurde, ist nicht bekannt. Weiterhin gab es einen Güterschuppen, weitere Bahnhofsgebäude und ein Lademaß für Güterwagen. Das Empfangsgebäude wurde 1975 abgerissen, an dessen Stelle entstand ein neues Kornhaus.